# Lewis M.20

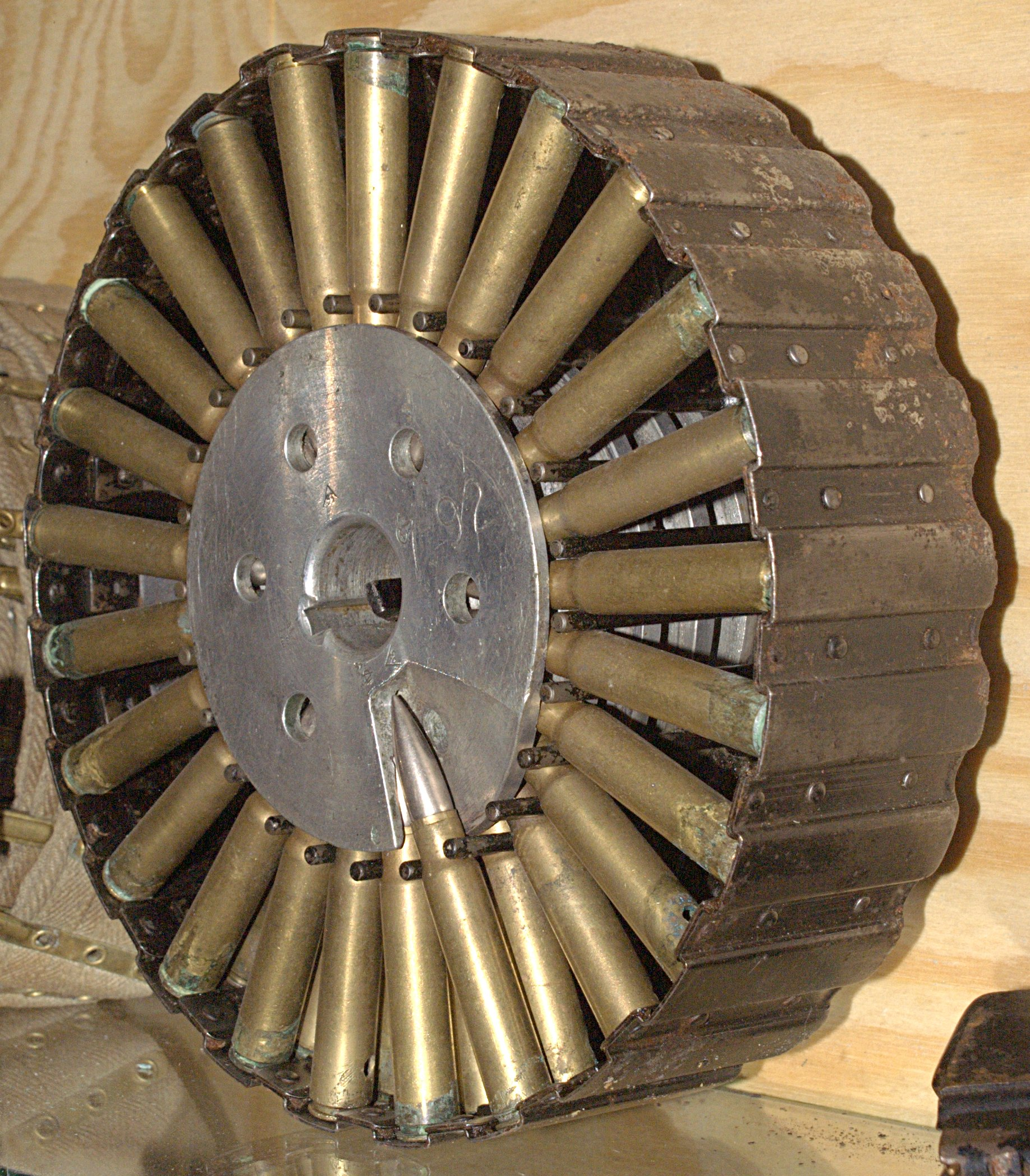
Een magazijn voor 97 patronen, alleen de bovenste rij is geladen

Het mechanisme in actie

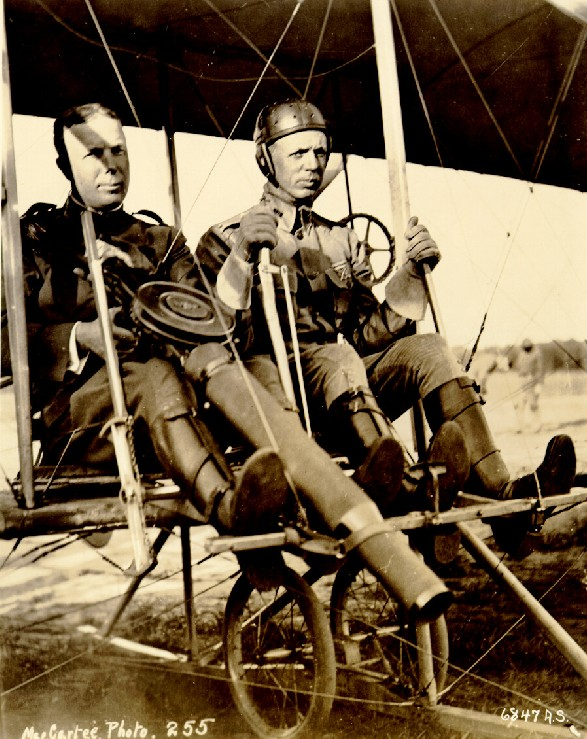
Wright Model B Flyer met Lewis. In 1912 werden de eerste schoten met een machinegeweer vanuit een vliegtuig gelost.

De Lewis M.20 is een (vrij) lichte mitrailleur die vanaf 1920 tot 1940 in Nederland in gebruik was (verwijzend naar Model 1920, jaar van invoering); en onder de naam MG 137(h) bij de Duitse bezetter van 1940-45. Het is de Nederlandse variant van de Lewis Gun.

## Geschiedenis
De Lewis Gun werd ontworpen door de Amerikaanse kolonel Isaac Newton Lewis (1858-1931). Lewis demonstreerde het wapen in 1912 voor het eerst in de Verenigde Staten, deze toonden echter geen interesse en Lewis trok naar Europa. In België richtte hij zijn eigen fabriek op: Armes Automatique Lewis. Lewis werkte nauw samen met de Britse wapenfabrikant Birmingham Small Arms Company Limited (BSA) om productieproblemen op te lossen. In 1914 kocht BSA een licentie om het Lewis-machinegeweer in Engeland te maken. Lewis kreeg hiervoor een aanzienlijke vergoeding. Lewis en zijn fabriek verhuisden kort voor het uitbreken van de oorlog naar Engeland. 
De Lewis Gun werd in de Eerste Wereldoorlog gebruikt door het Britse leger waar dit wapen zeer populair was en de bijnaam 'Belgian Rattlesnake' kreeg (Belgische Ratelslang). In Australië werd het wapen in 1932 ingezet tijdens de Emoeoorlog. Na de Eerste Wereldoorlog raakte het uit de mode voor eerstelijnsgebruik in het leger omdat het te zwaar was, maar bleef het in diverse strijdmachten in gebruik (tot het einde van de Korea-oorlog) voor luchtafweer; in vaste opstellingen was het grotere gewicht niet zo'n probleem.

## Gebruik
In 1912 werd de Lewis het eerste machinegeweer dat vanuit een vliegtuig werd afgevuurd. Op 7 juni 1912 vuurde kapitein Charles Chandler van het Amerikaanse leger vanaf de voetstang van een Wright Model B Flyer. Tijdens de Eerste Wereldoorlog werden veel Britse en Franse vliegtuigen ermee uitgerust. De populariteit van het machinegeweer voor vliegtuigen was deels te danken aan het lage gewicht, de luchtkoeling en de trommelmagazijnen. Dit laatste maakte het gebruik van munitiebanden overbodig en door de afgesloten trommel kon vuil de munitie niet bereiken. De Lewis werd voor het eerst gemonteerd op de Vickers F.B.5 "Gunbus" die in augustus 1914 in dienst kwam. Deze dubbeldekker had een duwpropeller waarmee de schutter in de neus van het vliegtuig een vrij schootveld had. 
In 1940 kon het Nederlandse leger beschikken over 8410 stuks. De standaard Lewis heeft een trommelmagazijn voor 47 patronen, maar Nederland maakte voor dit wapen een trommel voor 97 patronen. De munitie was dezelfde als voor de Mannlicher M.95 (kaliber 6,5 mm × 53R; officiële naam: scherpe patroon No. 1). Later (vanaf 1935) is dit veranderd in patroon Nr. 23 (kaliber 7,92 mm x 57R).
Vanaf 1920 waren er in Nederland twee uitvoeringen van dit wapen:
- Lewis M.20 landmachtmodel en de
- Lewis M.20 der luchtvaartafdeling.

Beide hadden een trommel voor 97 patronen die was ontwikkeld door de Artillerie Inrichtingen (AI). De theoretische vuursnelheid van dit wapen bedroeg 500-600 schoten per minuut, dit was echter in werkelijkheid ongeveer 450 schoten per minuut.
Het wapen werd gekoeld met aluminium koelribben die omgeven waren door een stalen mantel. Bij de versie voor de luchtmacht werd deze koelmantel weggelaten omdat deze te zwaar was en het wapen voldoende gekoeld werd door de luchtstroming tijdens het vliegen.
Het wapen was zwaar, maar in vergelijking met de andere Nederlandse mitrailleurs licht (de Vickers M.18, de Spandau M.25 en de Schwarzlose M.08). Met het trommelmagazijn vonden weleens storingen plaats waarbij de patroon dwars gekamerd werd. Het wapen stond desalniettemin bekend om zijn betrouwbaarheid.